# Touch (canción)
«Touch» es una canción del dúo francés de música house Daft Punk, coescrito por Paul Williams, quien además la interpreta. Fue lanzado mundialmente Junto con su nuevo álbum de estudio Random Access Memories el 21 de abril de 2013. La canción está compuesta por sonidos semejantes a los del universo, creados mediante sintetizadores, con el propósito de generar un ambiente espacial.

## Posicionamiento en listas
| Lista (2013)                                      | Mejor posición |
| ------------------------------------------------- | -------------- |
| Corea del Sur (Gaon)                              | 21             |
| Bélgica (Ultratop 40)                             | 33             |
| Estados Unidos (Billboard Dance/Electronic Songs) | 19             |

- Datos: Q16641882